# Frente dos Patriotas da Unidade Etíope
A Frente dos Patriotas da Unidade Etíope (em inglês:  Ethiopian Unity Patriots Front; abreviada EUPF) é um partido político e organização rebelde militante que travou uma insurgência contra o governo etíope de 1993 a 2012. Formada por ex-membros do regime do Derg, atuou principalmente na região de Gambela, na Etiópia, bem como no leste do Sudão e no Sudão do Sul. O grupo concordou com um cessar-fogo com o governo etíope em 2012 e encerrou oficialmente a sua insurreição em 2016. Prosseguiu ativa, no entanto, e o seu braço armado terá estado envolvido na Guerra Civil do Sudão do Sul, embora até que ponto seja contestado.

## Nome
Oficialmente chamada de "Frente Patriota da Unidade Etíope" (abreviada como "FPUE"), a organização também é conhecida por uma variedade de nomes semelhantes, incluindo "Frente Patriótica da Unidade Etíope", "Frente Patriótica Unida Etíope" e "Frente Unida Patriótica Etíope". Seu braço armado é chamado de "Exército Patriota da Unidade Etíope".

## História

### Fundação e atividade inicial
A Frente Patriota da Unidade Etíope foi fundada por ex-oficiais da etnia nuer do regime Derg de Mengistu Haile Mariam. O presidente do grupo rebelde, Thowath Pal Chay, era um membro importante do Derg. Ele serviu como governador da província de Illubabor na década de 1980, chefe de segurança da província de 1981 a 1985, como secretário do Partido dos Trabalhadores entre 1985 e 1987 e como Primeiro Secretário para a Etiópia Ocidental, bem como membro do Conselho de Defesa da Segurança Nacional e da Assembleia Nacional a partir de 1987. Na época, forjou laços com o Movimento de Libertação do Povo do Sudão (SPLM), um grupo rebelde separatista ativo no vizinho Sudão. Quando o regime de Mengistu Haile Mariam entrou em colapso em 1991 como resultado da Guerra Civil Etíope, Pal fugiu para o exterior. Ele finalmente se estabeleceu no Quênia e reuniu vários outros ex-oficiais do Derg para organizar uma rebelião contra o novo governo etíope sob Meles Zenawi. A Frente Patriota da Unidade Etíope iniciou sua luta por volta de 1993.
O governo de Meles consequentemente designou o grupo como organização terrorista. Um suposto membro da Frente Patriota da Unidade Etíope, Assefa Maru, foi morto pelas forças de segurança etíopes em Addis Ababa em maio de 1997. Assefa tinha sido ativo na Associação dos Professores Etíopes, bem como na Associação Etíope de Direitos Humanos, ambas organizações civis conhecidas por serem críticas a Meles. Embora o governo alegasse que Assefa tinha resistido à prisão durante uma invasão aos escritórios da Associação de Professores Etíopes, e secretamente acumulado armas, grupos de oposição e organizações de direitos humanos condenaram a morte de Assefa. Alguns até alegaram que ele tinha sido assassinado, e que armas foram plantadas pelas forças de segurança nos escritórios como encobrimento.

### Insurgência na Etiópia

A região de Gambela (vermelho) foi o centro da insurgência da Frente Patriota da Unidade Etíope na Etiópia.

Originalmente sediada no Sudão, a Frente Patriota da Unidade Etíope iniciou uma insurgência total no oeste da Etiópia, mais importante na região de Gambela, no final da década de 1990. Deste ponto em diante, conseguiu repetidamente tomar aldeias ao longo da fronteira etíope-sudanesa em meio a pesados confrontos com os militares etíopes. O grupo aliou-se à Eritreia, e, consequentemente, recebeu bases, armas e treinamento dos militares eritreus. A Frente Patriota da Unidade Etíope juntou-se à aliança rebelde Frente Patriótica do Povo Etíope apoiada pela Eritreia em 2000, e conseguiu capturar e manter Akobo no oeste de Gambela no mesmo ano. O grupo então expandiu suas operações, intervindo no conflito oromo e tentando se aliar a outra facção rebelde etíope, a Frente de Libertação Oromo.
Os militares etíopes lançaram uma ofensiva para retomar Akobo em agosto de 2004, mas esta operação inicialmente não conseguiu progredir devido ao terreno difícil. Em vez disso, os rebeldes da Frente Patriota da Unidade Etíope até expandiram seu controle territorial lançando contra-ataques bem-sucedidos e reunindo tribos nueres locais para sua causa. A Força Aérea da Eritreia apoiou os rebeldes em Akobo transportando tropas insurgentes recém-treinadas da Eritreia para a região de Gambela. A Frente Patriota da Unidade Etíope consequentemente lançou incursões na província de Kaffa e na região sul de Oromia, mas estas foram apenas muito limitadas em escopo devido à falta de apoio de civis fora de Gambela. Nos anos seguintes, a Frente Patriota da Unidade Etíope perdeu seus territórios e declinou como força militar.
Com o tempo, várias negociações de paz entre a Frente Patriota da Unidade Etíope e o governo etíope ocorreram, mediadas pelo Sudão do Sul, Uganda e Quênia. A maioria delas falhou antes que o grupo rebelde concordasse com um cessar-fogo em 2012. Em 2015, a Frente Patriota da Unidade Etíope estava "inativa militarmente" na Etiópia e, em vez disso, tentou atingir seus objetivos por meio do ativismo político. Um acordo de paz de 8 pontos foi assinado em novembro de 2016. Pal posteriormente declarou que a Frente Patriota da Unidade Etíope havia encerrado sua luta armada, e que os seus combatentes baseados no Sudão e na Eritreia retornariam pacificamente à Etiópia.  Este acordo foi posteriormente criticado por elementos da Frente Patriota da Unidade Etíope que alegaram que Pal havia decidido aprovar antes de consultar suficientemente o resto da liderança rebelde. Pal mudou-se e, consequentemente, começou a trabalhar na capital da Etiópia, Adis Abeba.

### Atividade no Sudão e no Sudão do Sul
Embora a Frente Patriota da Unidade Etíope tenha tentado, sem sucesso, derrubar o governo etíope, os antigos aliados de Thowath Pal Chay do Movimento de Libertação do Povo do Sudão conseguiram alcançar a independência do Sudão do Sul do Sudão em 2011. Numerosos grupos dissidentes do Movimento de Libertação do Povo do Sudão e facções rebeldes continuaram ativos no país, no entanto, lutando contra o novo governo sul-sudanês sob o presidente Salva Kiir Mayardit. Um deles foi o Movimento Democrático do Sudão do Sul sob o ex-general do Exército de Libertação do Povo do Sudão George Athor, que lançou uma rebelião em 2010. Em 2011, Athor teria comprado armas da Frente Patriota da Unidade Etíope em Jonglei. Isso não pôde ser confirmado de forma independente. A sua revolta ruiu depois de ter sido morto em dezembro de 2011, mas dois anos mais tarde, eclodiu uma guerra civil total entre o Presidente Kiir e o Vice-Presidente Riek Machar que formou o movimento rebelde Movimento Popular de Libertação do Sudão na Oposição. Houve várias alegações de que a Frente Patriota da Unidade Etíope esteve envolvida neste conflito, lutando pelo governo de Kiir contra as forças de Machar.
Mesmo que a Frente Patriota da Unidade Etíope tenha negado a intervenção armada na Guerra Civil do Sudão do Sul e tenha instado as partes da guerra civil a chegarem a um entendimento, sabe-se que a organização era hostil a Machar devido ao seu alegado apoio ao governo etíope. Além disso, a Frente Patriota da Unidade Etíope admitiu que era apoiada pelo governo de Kiir. De acordo com o Movimento Popular de Libertação do Sudão na Oposição, as tropas rebeldes etíopes sob o comando de Thowath Pal Chay auxiliaram uma ofensiva do governo sul-sudanês na região do Alto Nilo no início de 2015. Pal rejeitou estas alegações, afirmando que "não estava interessado em matar irmãos que lutaram pela sua liberdade com o nosso apoio". No entanto, ele continuou a criticar Machar e culpou a rebelião deste último pelo aumento da violência tribal na região de Gambela em fevereiro de 2016.
As autoridades de inteligência do Sudão do Sul supostamente prenderam seis membros da Frente Patriota da Unidade Etíope em maio de 2017, acusando-os de estarem envolvidos no comércio ilegal de armas com as milícias Mathiang Anyoor do Sudão do Sul. Thowath Pal Chay alegou que o porta-voz da Frente Patriota da Unidade Etíope, Pal Ojulu, era o responsável pelas prisões. Ojulu respondeu acusando Thowath Pal Chay de estar por trás desses negócios ilegais e de armar jovens anuakes para preparar uma nova insurgência contra o governo etíope.  No final de 2017, Pal acusou o Movimento Popular de Libertação do Sudão na Oposição de recrutar etíopes para suas fileiras e Riak de aumentar as tensões regionais, enquanto "lutava pela destruição do Sudão do Sul". Um porta-voz do Movimento Popular de Libertação do Sudão na Oposição negou essas alegações e, em resposta, acusou a Frente Patriota da Unidade Etíope de cooperar com o governo de Kiir.

## Organização
O General Thowath Pal Chay atua como presidente e comandante-em-chefe da Frente dos Patriotas da Unidade Etíope, e também serve como membro do conselho de liderança do grupo. O Coronel Pal Ojulu é o porta-voz oficial. Desde 2012, surgiram disputas entre Thowath Pal Chay e os outros comandantes sobre o estilo de liderança do primeiro.

## Ideologia
A Frente dos Patriotas da Unidade Etíope alegou "acreditar na democracia e no estado de direito", e declarou que sua intenção é garantir uma Etiópia unitária, pacífica e inclusiva. Pal afirmou que suas forças são veementemente opostas à federalização étnica da Etiópia sob Zenawi e à separação da Etiópia e da Eritreia. Ele argumentou que o federalismo era problemático, pois "alguns etíopes, hoje em dia, [...] não se consideram etíopes. Eles se consideram comunidades étnicas de suas próprias áreas", levando a tensões étnicas e violência.
Apesar de sua oposição oficial ao sectarismo, a Frente dos Patriotas da Unidade Etíope é "puramente um assunto nuer", e geralmente luta pelos interesses nueres. Reuniu apenas um número muito pequeno de combatentes de outros grupos étnicos para a sua causa durante a sua insurgência. Mais importante ainda, a Eritreia forneceu alguns recrutas oromos, amharas e tigrínios  para a Frente dos Patriotas da Unidade Etíope em 2004, e o grupo rebelde também tinha alguns militantes anuakes entre suas fileiras na época.

## Nota
- Este artigo foi inicialmente traduzido, total ou parcialmente, do artigo da Wikipédia em inglês cujo título é «Ethiopian Unity Patriots Front».

### Obras citadas
- Arensen, Michael (Março de 2015). «Historical Grievances and Fragile Agreements:An Analysis of Local Conflict Dynamics in Akobo» (PDF). South Sudan Humanitarian Project
- Borchgrevink, Axel (2010). «State strength on the Ethiopian border: Cross-border conflicts in the Horn of Africa». In:  Kristian Berg Harpviken. Troubled Regions and Failing States: The Clustering and Contagion of Armed Conflicts. Bingley: Emerald Group Publishing. pp. 197–222. ISBN 978-0-85724-101-6
- Carver, Freddie; Ruach Guok, Duol; Chienien, James; Atem Deng, Santino; Gidron, Yotam; Kindersley, Nicki; Wan Kot, Bichok; Riek, Jedeit J.; Maher, Sara; Wal, Gatwech (2020). «'No one can stay without someone' Transnational networks amongst the Nuer-speaking peoples of Gambella and South Sudan» (PDF). The Rift Valley Institute
- Gagnon, Georgette; Clough, Michael; Ross, James, eds. (Março de 2005). «Targeting the Anuak: Human Rights Violations and Crimes Against Humanity in Ethiopia's Gambella Region» (PDF). Human Rights Watch. 17 (3 (A))
- Shinn, David H.; Ofcansky, Thomas P. (2013).  Jon Woronoff, ed. Historical Dictionary of Ethiopia 2nd ed. Plymouth: Scarecrow Press. ISBN 9780810874572
- «Ethiopia: The Gambella Conflict – Structures and Prognosis» (PDF). WRITENET. Agosto de 2004
- Lauderdale, Pat; Zegeye, Abebe; Toggia, Pietro Stefano (2000). Crisis and Terror in the Horn of Africa: Autopsy of Democracy, Human Rights, and Freedom. Farnham: Ashgate Publishing. ISBN 9780754621355
- LeBrun, Emile, ed. (Abril de 2012). «Reaching for the gun. Arms flows and holdings in South Sudan» (PDF). Sudan Issue Brief (19)